# Senneville-sur-Fécamp
Senneville-sur-Fécamp är en kommun i departementet Seine-Maritime i regionen Normandie i norra Frankrike. Kommunen ligger i kantonen Fécamp som tillhör arrondissementet Le Havre. År 2022 hade Senneville-sur-Fécamp 875 invånare.

## Befolkningsutveckling
Antalet invånare i kommunen Senneville-sur-Fécamp
| Referens: INSEE |